# زیست‌شناسی
زیست‌شناسی بخشی از علوم هفت‌گانه است که گونه و شیوهٔ زندگی جانداران را بررسی می‌کند. این دانش به بررسی ویژگی‌ها و رفتار جانداران، خاستگاه، فرگشت و چگونگی پیدایش گونه‌ها و افراد (جمعیت)، و نیز به بررسی تعامل جانداران با یکدیگر و محیط پیرامونشان می‌پردازد. (زیست‌شناسی سامانه‌ها) زیست‌شناسی، شامل موضوعات و تقسیم‌بندی‌های گسترده‌ای از بسیاری مباحث و رشته‌های مختلف می‌باشد؛ از جمله مهم‌ترین این مشخصات، چهار ویژگی وابسته به هم شامل موارد زیر است که می‌توان آن‌ها را اساس زیست‌شناسی کهن نامید:
1. یاخته‌ها (Cells) به عنوان واحد اصلی حیات هستند. بافت ها از یاخته ها تشکیل شده، اندام ها از بافت‌ها تشکیل شده و دستگاه از اندام تشکیل شده است. (نظریه یاخته)
2. گونه‌های جدید و صفات موروثی، محصول فرگشت هستند و از نظر ارنست مایر گونه در زیست شناسی به جاندارنی گفته می‌شود که در طبیعت با هم آمیزش کنند و زاده های زیستا و زایا به وجود بیاورند و نمیتوانند با جانداران دیگر آمیزش موفقیت آمیز داشته باشند.
3. ژن‌ها واحد اصلی وراثت هستند.
4. جانداران محیط داخلی خود را برای حفظ یک وضعیت پایدار و ثابت حفظ می‌کنند.

رشته‌های اصلی زیست‌شناسی به وسیله مقیاسی که در آن، جاندارانی که پیش‌تر مطالعه شده‌اند، گونه‌های جانداران مورد مطالعه و روش‌های استفاده‌شده در مطالعه آن‌ها، تعریف می‌شود:
- بیوشیمی، مطالعه شیمی اولیه زندگی
- زیست‌شناسی مولکولی، مطالعه برهم‌کنش‌های پیچیده در میان مولکول‌های زیستی
- گیاه‌شناسی، مطالعه زیست‌شناسی گیاهان
- جانورشناسی، مطالعه زیست‌شناسی جانوران
- زیست‌شناسی سلولی، بررسی واحدهای ساختمانی همه حیات، سلول
- فیزیولوژی، بررسی عملکردهای فیزیکی و شیمیایی بافت‌ها، اندام‌ها و دستگاه زیستی هر جاندار
- زیست‌شناسی فرگشتی، بررسی فرایندهایی که تنوع زیستی را ایجاد می‌کنند.
- بوم‌شناسی بررسی فعل و انفعالات جانداران در محیط خود.[۲]

## تاریخچه

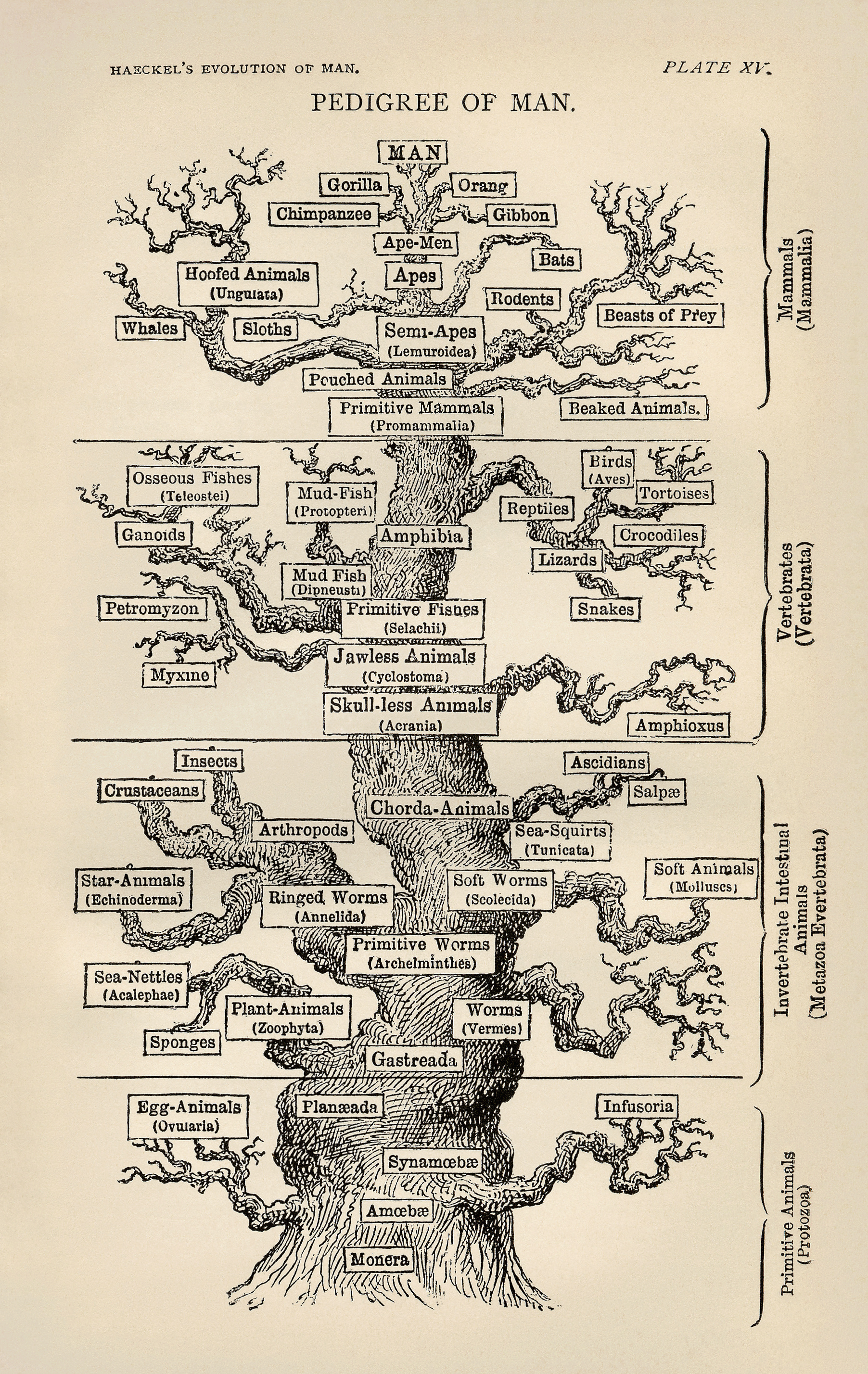
درخت حیات ارنست هکل به سال ۱۸۷۹

اصطلاح بیولوژی، (به فرانسوی: Biologie، بیولوژی) (به انگلیسی: Biology، بایالجی) از واژه یونانی βίος- بیوس «به معنی زندگی»، و پسوند λογία- لوژیا به معنی یا «شناسی» یا «مطالعه چیزی»، مشتق شده است. این واژه در آلمان در اوایل سال ۱۷۹۱ ممکن است از پسین‌سازی واژه قدیمی‌تر دوزیستان‌شناسی با حذف واژه دوزیستان، به وجود آمده باشد.
شکل لاتین این اصطلاح، نخستین بار در ۱۷۳۶ زمانی که کارل لینه، از واژه biologi در کتاب کتاب‌شناسی گیاه‌شناسی (Bibliotheca botanica) خود استفاده کرد، ظاهر شده است.
اگرچه زیست‌شناسی در قالب مدرن خود پیشرفت‌های بسیاری یافته است، اما علوم مرتبط و وابسته به آن، از زمان‌های قدیم مورد مطالعه قرار گرفته‌اند. فلسفه طبیعی در اوایل تمدن‌های باستانی میان‌رودان، مصر، شبه‌قاره هند و چین مورد مطالعه قرار گرفت. با این حال، ریشه‌های زیست‌شناسی مدرن و گرایش به مطالعه طبیعت اغلب به یونان باستان برمی‌گردد. در حالی که مطالعه رسمی پزشکی به بقراط (حدود ۴۶۰ سال پیش از میلاد – حدود ۳۷۰ سال پیش از میلاد) برمی گردد، اما ارسطو (۳۲۲ سال پیش از میلاد – ۳۸۴ پیش از میلاد) گسترده‌ترین سهم را برای توسعه زیست‌شناسی به کار گرفت. نقش برجسته او در تاریخچه جانوران و کارهای دیگری با تکیه بر طبیعت‌گرایی، و فعالیت‌های تجربی دیگری که بر روی علت و معلولی زیستی و تنوع زندگی متمرکز بود، از اهمیت ویژه‌ای برخوردار است. ثئوفراستوس جانشین ارسطو در لیسه، سلسله کتاب‌هایی در زمینه گیاه‌شناسی نوشت که تا به امروز سالم مانده‌اند و به عنوان مهم‌ترین سهم از دوران باستان و حتی قرون وسطی از علوم گیاهی به‌شمار می‌رود.
دانشمندان قرون وسطی در جهان اسلام که دربارهٔ زیست‌شناسی کتاب نوشته‌اند شامل جاحظ (۸۶۹–۷۸۱)، ابوحنیفه دینوری (۸۹۶–۸۲۸) که دربارهٔ گیاه‌شناسی کتاب نوشته است و رازی (۹۲۵–۸۶۵) که دربارهٔ آناتومی و فیزیولوژی کتاب نوشته است، می‌باشند. دانش پزشکی با تحقیقات دانشمندان اسلامی دربارهٔ سنت‌های فیلسوف یونانی، به خوبی مطالعه شده است، در حالی‌که تاریخ طبیعی، تفکر ارسطو را به‌ویژه در حفظ سلسله‌مراتب ثابت زندگی، به شدت جذب کرده بود.
زیست‌شناسی با ساخت میکروسکوپ آنتونی وان لیوون هوک، رشد و پیشرفت سریعی را آغاز کرد. این‌گونه بود که دانشمندان اسپرم، باکتری، مژک‌داران و تنوع زندگی میکروسکوپی را کشف کردند. تحقیقات انجام شده توسط یان سوامردام سبب رسیدن به اطلاعات جدیدی در حشره‌شناسی شد و به گسترش روش‌های اساسی کالبدشکافی میکروسکوپی و رنگ‌آمیزی کمک بسیاری کرده است.
پیشرفت در تکنیک‌های میکروسکوپی تأثیر بسیاری در پژوهش‌های زیست‌شناسی داشت. در آغاز سده ۱۹، تعدادی از زیست‌شناسان به اهمیت سلول اشاره کردند. سپس، در ۱۸۳۸، اشلایدن و تئودور شوان ترویج ایده‌های کنونی جهانی را آغاز کردند که شامل این موارد بودند: (۱) واحد اصلی جانداران سلول می‌باشد و (۲) سلول‌های هر جاندار تمام ویژگی‌های زندگی را دارد، اگرچه آن‌ها با این ایده مخالف بودند که (۳) همه سلول‌ها از تقسیم دیگر سلولها به وجود می‌آیند. به لطف کارهای روبرت ریماک و رودولف فیرخو، در ۱۸۶۰ بیشتر زیست‌شناسان همه سه اصلی را که به عنوان نظریه سلول شناخته می‌شد، قبول کردند.
در همین هنگام، طبقه‌بندی جانداران و رده‌بندی آن‌ها عامل تمرکز تاریخ‌دانان طبیعی شد. کارل لینه، طبقه‌بندی اساسی برای جهان طبیعی را در سال ۱۷۳۵ (گونه‌هایی که تا آن زمان شناخته شده بودند) منتشر کرد، و در سال‌های ۱۷۵۰ نام‌های علمی را برای تمام گونه‌های خود معرفی کرد. ژرژ-لوئی لکرک کنت دو بوفون، جانوران را به عنوان طبقه‌بندی‌های مصنوعی و گونه‌های زنده را به عنوان سازگارپذیر معرفی کرد – حتی پیشنهاد داد که آن‌ها احتمالاً از نسب مشترک هستند. اگرچه او با فرگشت مخالف بود، بوفون یک چهره کلیدی در تاریخچه اندیشه فرگشت بود؛ چرا که کارهایش بعدها بر نظریه‌های فرگشتی لامارک و داروین تأثیر گذاشت.
آغاز جدی اندیشه فرگشتی با آثار ژان-باپتیست لامارک می‌باشد، که برای نخستین بار یک نظریه منسجم از فرگشت را ارائه کرد. او فرض کرد که فرگشت نتیجه فشارهای محیطی بر ویژگی‌های جانوران می‌باشد، به این معنی که هرچه یک عضو بیشتر مورد استفاده قرار می‌گیرد، پیچیده‌تر و کارآمدتر می‌شود، بنابراین جانور با محیط خود سازگار می‌شود. لامارک اعتقاد داشت که این صفات به دست آمده می‌تواند به فرزندان منتقل شود، و آن‌ها را کامل کرده و توسعه دهد. با این حال، این زیست‌شناس بریتانیایی چارلز داروین بود که روش‌های جغرافیایی زیستی هومبولت، زمین‌شناسی مبتنی بر شکل‌گیری یکتای چارلز لایل، نوشته‌های رشد جمعیت رابرت مالتوس، و تخصص مورفولوژی و مشاهدات طبیعی خود را ترکیب کرد، و با موفقیت نظریه فرگشت بر پایه سازوکار انتخاب طبیعی را ارائه داد. دلایل و شواهد مشابه نیز، آلفرد راسل والاس را به‌طور مستقل به همان نتایج رسانید. هرچند که این موضوع باعث بحث فراوان شد (که تا امروز نیز ادامه دارد)، اما نگرهٔ داروین به سرعت از طریق جامعه علمی گسترش یافته و به زودی به یک اصل مرکزی در سرعت توسعه علم زیست‌شناسی تبدیل شد.
کشف دلیل فیزیکی روی دادن وراثت با کشف اصول فرگشت و ژنتیک جمعیت هم‌زمان شد. در سال‌های ۱۹۴۰ و اوایل سال‌های ۱۹۵۰، آزمایش‌ها به دی‌ان‌ای به عنوان بخشی از کروموزوم اشاره کردند که واحدهای صفاتی را حمل می‌کنند که به نام ژن شناخته می‌شوند. تمرکز بر روی انواع جدیدی از مدل‌های جانداران مانند ویروس‌ها و باکتری‌ها، همراه با کشف ساختار مارپیچ دو رشته‌ای دی‌ان‌ای در ۱۹۵۳، راه را بر گذار به ژنتیک مولکولی باز کردند. از سال‌های ۱۹۵۰ تا زمان حال، زیست‌شناسی در حوزه مولکولی بسیاری گسترده شده است. رمز ژنتیکی توسط هار گوبیند کورانا، رابرت دبلیو. هالی و مارشال وارن نایرنبرگ بعد از درک اینکه دی‌ان‌ای از واحدهایی به نام کودون تشکیل شده است، شکسته شد. در نهایت، پروژه ژنوم انسان در سال ۱۹۹۰ با هدف ترسیم نقشه ژنتیکی انسان به‌طور کلی راه‌اندازی شد. این پروژه در اصل در سال ۲۰۰۳ تکمیل شد، و تجزیه و تحلیل بیشتر آن هنوز در حال انتشار است. پروژه ژنوم انسان نخستین تلاش جهانی در ترکیب دانش زیست‌شناسی عملکردی، با تعریف مولکولی برای توضیح چگونگی کارکرد بدن انسان و دیگر جانداران بود.

## مبانی زیست‌شناسی مدرن
بخش عمده‌ای از زیست‌شناسی مدرن را می‌توان متشکل از پنج اصل به هم وابسته دانست که شامل: نظریه سلولی، فرگشت، ژنتیک، هومئوستازی و انرژی است.

### نظریه سلولی
نظریه سلولی بیان می‌کند که سلول، واحد اساسی زندگی است، و همه جانداران از یک یا چندین سلول تشکیل شده‌اند یا موادی را از سلول‌های خود ترشح می‌کنند (به عنوان مثال، پوسته، استخوان‌بندی بیرونی). همه سلولها از طریق تقسیم سلولی از سلول‌های دیگر به وجود می‌آیند. در جانداران پر سلولی، هر سلول بدن جاندار از یک سلول تخم بارور مشتق شده است. همچنین سلول به عنوان واحد اساسی در بسیاری از فرایندهای پاتولوژیک نیز در نظر گرفته می‌شود. به علاوه، پدیده جریان انرژی در سلول‌ها طی فرایند سوخت ساز اتفاق می‌افتد. در نهایت، سلول‌های حاوی اطلاعات وراثتی (دی‌ان‌ای)، در طول تقسیم سلولی از یک سلول به سلول دیگر منتقل می‌شوند.

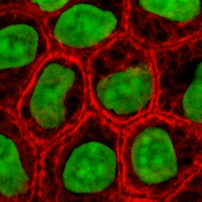
سلول‌های رنگ‌آمیزی شده، کراتین (قرمز) و دی‌ان‌ای (سبز) در محیط کشت

### فرگشت
مفهوم سازماندهی مرکزی در زیست‌شناسی این است که تغییر و توسعه در زندگی در طول فرگشت اتفاق می‌افتد، و تمام جانداران شناخته شده نسب مشترک دارند. نظریه فرگشت ادعا می‌کند که تمام جانداران روی زمین، جانداران و منقرض شده، از یک نیای مشترک یا یک خزانه ژنی نیایی به وجود آمده‌اند. این باور وجود دارد که آخرین نیای مشترک تمام جانداران حدود ۳٫۵ میلیارد سال پیش ظاهر شده است. هر چند که فسیل‌هایی از مولکولهای آلی مربوط به ۳ میلیارد و ۸۵۰ میلیون سال پیش کشف شده است. به‌طور کلی زیست‌شناسان حضور همه‌جانبه و جهانی رمز ژنتیکی را به عنوان شاهد قطعی در حمایت از نظریه نیای مشترک جهانی برای همه باکتری‌ها، آرکی باکتری‌ها (باستانیان) و یوکاریوت‌ها در نظر می‌گیرند (پیدایش حیات را ببینید).
معرفی در واژه‌نامه علمی توسط ژان-باتیست لامارک در ۱۸۰۹، نظریه فرگشت تدریجی توسط چارلز داروین ۵۰ سال بعد به عنوان مدل علمی، زمانی که او نیروی محرکه را بیان می‌کرد، ایجاد شد: انتخاب طبیعی. (آلفرد راسل والاس به عنوان همکار کاشف، زمانی که به تحقیق و پژوهش مفهوم فرگشت کمک می‌کرد، شناخته شد). در حال حاضر، فرگشت برای توضیح تغییرات بزرگ یافته شده بر روی زمین استفاده می‌شود.
نظریه داروین بیان می‌کند که گونه‌ها و نژادها در طول فرایندهای انتخاب طبیعی و انتخاب مصنوعی یا پرورش انتخابی توسعه یافته‌اند. رانش ژن به عنوان یک مکانیسم اضافی از توسعه فرگشتی در سنتز مدرن نظریه بیان می‌شود.
تاریخچه فرگشتی گونه‌ها – که ویژگی‌های گونه‌های مختلف را از جایی که آمده‌اند توصیف می‌کند – همراه با رابطه شجره نامه‌شان با دیگر گونه‌ها به عنوان تبارزایش شناخته می‌شود. با روش‌های گسترده متفاوت زیست‌شناسی، اطلاعاتی دربارهٔ تبارزایش به دست آمده است. این اطلاعات عبارتند از مقایسه توالی اسید نوکلئیک در زیست‌شناسی مولکولی یا ژنومیک، و مقایسه فسیل‌ها یا دیگر جانداران باستانی در دیرینه‌شناسی. زیست‌شناسان روابط فرگشتی را با روش‌های مختلف از جمله تبارزایش، فنوتیک و شاخه بندی سازماندهی و تجزیه و تحلیل می‌کنند. (برای مشاهده خلاصه‌ای از رویدادهای مهم در فرگشت زندگی که در حال حاضر توسط زیست‌شناسان درک شده است جدول زمانی فرگشتی را مطالعه کنید).

### ژنتیک
ژن‌ها واحد اصلی وراثت در تمام جانداران هستند. یک ژن واحد اصلی وراثت بوده و قسمتی از دی‌ان‌ای می‌باشد که شکل یا عملکرد یک جاندار را با روش‌های خاص تحت تأثیر قرار می‌دهد. تمام جانداران، از باکتری‌ها تا جانوران، دستگاه‌های اساسی یکسانی که توسط دی‌ان‌ای کپی شده و به پروتئین ترجمه می‌شوند را به اشتراک می‌گذارند. سلول‌ها ژن دی‌ان‌ای را به نسخه آران‌ای ژن رونویسی می‌کنند، و سپس ریبوزوم آران‌ای را به پروتئین ترجمه می‌کند، و یک توالی اسید آمینه به وجود می‌آید. رمز ترجمه از کدون آر ان ای به اسید آمینه در بیشتر جانداران مشابه است، اما در بعضی از آن‌ها تفاوت‌های کمی دارد. به عنوان مثال، توالی از دی‌ان‌ای که انسولین را در انسان‌ها کد می‌کند وقتی درون جاندار دیگری مثل گیاهان قرار بگیرد نیز انسولین را کد می‌کند.
دی‌ان‌ای معمولاً به شکل کروموزوم خطی در یوکاریوت‌ها و کروموزوم حلقوی در پروکاریوت‌ها وجود دارد. کروموزوم ساختاری سازمان یافته متشکل از دی‌ان‌ای و هیستون‌ها می‌باشد. مجموعه‌ای از کروموزوم‌ها در یک سلول و دیگر اطلاعات وراثتی یافت شده در میتوکندری‌ها، کلروپلاست‌ها، یا دیگر مکان‌ها در مجموع به عنوان ژنوم شناخته می‌شوند. در یوکاریوت‌ها، ژنوم دی‌ان‌ای در هسته سلول و به مقدار کم همراه میتوکندری و کلروپلاست وجود دارد. در پروکاریوت‌ها، دی‌ان‌ای درون منطقه‌ای نامنظم از سیتوپلاسم به نام نوکلئوئید (ناحیه هسته) قرار گرفته است. اطلاعات ژنتیکی در یک ژنوم درون ژن‌ها قرار دارند، و مجموعه کاملی از این اطلاعات را در یک جاندار ژنوتیپ می‌نامند.

### هومئوستازی
هومئوستازی توانایی یک سیستم باز در تنظیم محیط داخلی برای حفظ شرایط پایدار با استفاده از تعادل پویای چندگانه می‌باشد که با مکانیسم‌های تنظیمی مرتبط می‌باشد. در تمام جانداران، خواه جانداران تک سلولی یا چند سلولی، هومئوستاز وجود دارد.
برای حفظ تعادل پویا و انجام مؤثر عملکردهای خاص، یک سیستم باید اختلال را شناسایی و به آن پاسخ دهد. پس از تشخیص یک اختلال، یک سیستم زیستی به‌طور معمول از طریق خودتنظیمی منفی به آن پاسخ می‌دهد. به این معنی که با کاهش یا افزایش فعالیت هر اندام یا سیستم، شرایط ثابت می‌شود. به عنوان مثال: آزاد شدن گلوکاگون در زمان کاهش شدید سطح قند.

### انرژی
بقای یک جاندار بستگی به ورود مداوم انرژی دارد. واکنش‌های شیمیایی که مسئول این ساختارها و عملکردها هستند انرژی را برای کمک به سلول‌های جدید و حفظ آن‌ها از موادی که به عنوان غذا عمل می‌کنند استخراج می‌کنند. در این فرایند مولکول‌های مواد شیمیایی که غذا را تشکیل می‌دهند نقش دارند؛ اول، آن‌ها حاوی انرژی هستند که می‌توانند مبدل واکنش‌های شیمیایی باشند؛ دوم، آن‌ها ساختارهای مولکولی جدید را از مولکول‌های زیستی می‌سازند.
جاندارانی که مسئول تولید انرژی به اکوسیستم هستند به نام تولیدکننده یا اتوتروف شناخته می‌شوند. تقریباً تمام این جانداران انرژی اولیه را از خورشید به دست می‌آورند. گیاهان یا نورپروردها (فتواتوتروف) با انجام فرایندی به نام فتوسنتز از انرژی خورشید برای تبدیل مواد خام به مولکول‌های آلی استفاده می‌کنند، از جمله ATP (آدنوزین تری فسفات)، که با شکستن پیوندهایش انرژی آزاد می‌شود. هرچند در بعضی اکوسیستم‌ها استخراج انرژی توسط شیمی پروردها (شیمیوتروف) از متان، سولفید یا دیگر منابع انرژی غیر خورشیدی صورت می‌گیرد.
برخی از انرژی‌های بدست آمده برای تولید زیست توده‌ها برای حفظ حیات و تأمین انرژی برای رشد و توسعه استفاده می‌شوند. اکثریت باقی‌مانده این انرژی به عنوان گرما و مولکول‌های زاید از دست می‌رود. مهم‌ترین فرایندهایی که انرژی به دام افتاده در مواد شیمیایی را برای حفظ حیات استفاده می‌کنند، متابولیسم و تنفس سلولی (تنفس یاخته ای) هستند.

## پژوهش

### ساختار
زیست‌شناسی مولکولی، مطالعه زیست‌شناسی در سطح مولکولی می‌باشد. این زمینه، با دیگر موضوعات زیست‌شناسی همپوشانی دارد، به خصوص با ژنتیک و بیوشیمی. زیست‌شناسی مولکولی عمدتاً به درک فعل و انفعالات بین سیستم‌های مختلف یک سلول می‌پردازد، از جمله ارتباطات دی‌ان‌ای، آر ان ای، و سنتز پروتئین و یادگیری اینکه چگونه این فعل و انفعالات تنظیم می‌شوند.
زیست‌شناسی سلولی، به مطالعه ساختاری و فیزیولوژیکی خواص سلول‌ها از جمله، رفتار آن‌ها، فعل و انفعالات و محیط می‌پردازد. این مطالعات در سطح میکروسکوپی و مولکولی برای جانداران تک یاخته‌ای مثل باکتری‌ها، همچنین، سلول‌های تخصص یافته جانداران چندیاخته‌ای مثل انسان، انجام می‌شوند. درک ساختار و عملکرد سلول‌ها برای تمام علوم زیستی اساسی می‌باشد. شباهت‌ها و تفاوت‌های بین انواع سلول‌ها به زیست‌شناسی مولکولی مربوط می‌باشد.
آناتومی، اشکال میکروسکوپی ساختارها از جمله اندام‌ها و دستگاه‌های اندام‌ها را در نظر می‌گیرد.
ژنتیک، علم مربوط به ژن، وراثت و گوناگونی جانداران است. ژن‌ها اطلاعات لازم برای سنتز پروتئین‌ها را کد می‌کنند، که به نوبه خود نقش مهمی در فنوتیپ نهایی جاندار دارند. در تحقیقات جدید، ژنتیک ابزار مهمی در بررسی عملکرد یک ژن خاص یا بررسی فعل و انفعالات ژنتیکی فراهم می‌کند. در بدن جانداران، اطلاعات ژنتیکی معمولاً در کروموزوم‌ها حمل می‌شوند، جایی که ساختار شیمیایی مولکول دی‌ان‌ای خاص ارائه شده است.
زیست‌شناسی رشد، در مورد فرایندهایی که در آن اندام‌ها رشد و توسعه می‌یابند، مطالعه می‌کند. در منشأ رویان‌شناسی، زیست‌شناسی رشد مدرن در مورد کنترل ژنتیکی رشدی، دگرگونی سلول، و «ریخت زایی» و اینکه کدام فرایند به تدریج باعث افزایش بافت‌ها، اندام‌ها، و آناتومی می‌شود، مطالعه می‌کند. مدل جاندار برای زیست‌شناسی رشد شامل کرم گرد سینورابدیتیس الگانس، مگس سرکه، ماهی گورخری دانیو رریو، موش خانگی، و علف هرز رشادی گوش موشی می‌باشند. (یک جاندار مدل، گونه‌ای است که مطالعه گسترده برای درک پدیده زیستی خاص روی آن انجام می‌شود، با انتظار اینکه این اکتشافات بینشی از جاندار را نسبت به جاندارانی دیگر ارائه می‌دهد)

### فیزیولوژی
فیزیولوژی دربارهٔ فرایندهای مکانیکی، فیزیکی و بیوشیمیایی جانداران و تلاش برای درک این موضوع که چگونه تمام ساختارها به عنوان یک کل عمل می‌کنند، مطالعه می‌کند. موضوع «ساختار به عملکرد» در زیست‌شناسی اساسی است. مطالعات فیزیولوژیکی به‌طور سنتی به فیزیولوژی گیاهی و فیزیولوژی جانوری تقسیم شده است، اما بعضی از اصول فیزیولوژی بدون توجه به اینکه کدام جاندار خاص مطالعه می‌شود، جهانی هستند. به عنوان مثال، آنچه که در مورد فیزیولوژی سلول‌های مخمری آموخته شده می‌تواند در مورد سلول‌های انسانی نیز به کار برده شود. زمینه فیزیولوژی جانوری ابزارها و روش‌های فیزیولوژی انسانی را به گونه‌های غیرانسانی گسترش می‌دهد. فیزیولوژی گیاهی روش‌ها را از هر دو زمینه تحقیقات اقتباس می‌کند.
فیزیولوژی چگونگی تعاملات و عملکردهای دستگاه عصبی، دستگاه ایمنی، دستگاه درون ریز، دستگاه تنفس، و دستگاه گردش خون را مطالعه می‌کند. مطالعه این دستگاه‌ها با رشته‌های مرتبط پزشکی مثل عصب‌شناسی و ایمنی‌شناسی به اشتراک گذاشته شده است.

### فرگشتی
پژوهش‌های فرگشتی به اصل و نسب گونه‌ها علاقه‌مند است، و در طول زمان تغییر می‌کند، و شامل دانشمندان بسیاری از رشته‌های طبقه‌بندی می‌باشد. به عنوان مثال، به‌طور کلی شامل دانشمندانی می‌شود که آموزش ویژه‌ای در مورد جاندارانی خاص دیده‌اند از جمله پستاندارشناسی، پرنده‌شناسی، گیاه‌شناسی، یا خزنده‌شناسی، اما از آن جانداران به عنوان سیستم‌هایی برای پاسخگویی به سوالات اصلی دربارهٔ فرگشت استفاده می‌کنند.
زیست‌شناسی فرگشتی تاحدودی بر اساس دیرینه‌شناسی می‌باشد، که با استفاده از سنگواره‌ها به پرسش‌هایی در مورد حالت و سرعت فرگشت، و تا حدی بر تحولاتی در زمینه ژنتیک جمعیت پاسخ می‌دهد. در سال‌های ۱۹۸۰، زیست‌شناسی رشد، با حذف اولیه از سنتز مدرن، از طریق مطالعه زیست‌شناسی رشد فرگشتی، دوباره وارد زیست‌شناسی فرگشتی شد. رشته‌های مرتبط که اغلب بخشی از زیست‌شناسی فرگشتی به‌شمار می‌روند تبارزایش، سامانه‌شناسی و آرایه‌شناسی می‌باشند.

### سامانه‌شناسی
رویداد گونه‌زایی چندگانه یک ساختار درختی از رابطه بین گونه‌ها ایجاد می‌کند. نقش سامانه‌شناسی مطالعه این روابط و در نتیجه شباهت‌ها و تفاوت‌های بین گونه‌ها و گروه‌های گونه‌ای است. هرچند، سامانه‌شناسی یک زمینه فعال پژوهشی طولانی قبل از اینکه تفکر فرگشتی عمومی‌شود، دارد.
به‌طور سنتی، جانداران به پنج فرمانرو تقسیم می‌شوند: تک یاخته‌ها، آغازیان، قارچ‌ها، گیاهان، جانوران. هرچند، امروزه بیشتر دانشمندان این پنج فرمانرو را سیستمی قدیمی در نظر می‌گیرند. سیستم‌های جایگزین مدرن طبقه‌بندی به‌طور کلی با سیستم سه قلمرو آغاز می‌شوند: باستانیان (در اصل آرکی باکتری‌ها)؛ باکتری‌ها (در اصل یوباکتری‌ها) و یوکاریوت‌ها (شامل آغازیان، قارچ‌ها، گیاهان و جانوران). این قلمروها داشتن یا نداشتن هسته سلول را منعکس می‌کنند، همچنین تفاوت در ترکیب شیمیایی مولکول‌های زیستی کلیدی مثل ریبوزوم‌ها را نشان می‌دهند.
علاوه بر این، هر قلمرو به صورت برگشت‌پذیر شکسته می‌شود تا هر گونه‌ای جداگانه دسته‌بندی شود. به این صورت که:حوزه؛ فرمانرو، شاخه، رده، راسته، تیره، سرده، گونه.
خارج از این دسته‌بندی، انگل‌های دورن سلولی اجباری وجود دارند که در اصطلاح فعالیت‌های متابولیکی «بر روی لبه زندگی» قرار دارند، به این معنی که بسیاری از دانشمندان این جانداران را به عنوان جاندار دسته‌بندی نکرده‌اند، با توجه به عدم یا حداقل نیاز به یک یا بیشتر توابع اساسی یا مشخصاتی که حیات را تعریف می‌کنند، آن‌ها به عنوان ویروس‌ها، ویروئیدها، پریون‌ها یا حامل‌ها طبقه‌بندی می‌شوند.
نام علمی یک جاندار از جنس و گونه اش به وجود می‌آید. به عنوان مثال، انسان‌ها به عنوان انسان اندیشه ورز (Homo sapiens) ذکر شده‌اند. انسان جنس، و اندیشه ورز گونه است. زمانی که دانشمندان نام یک جاندار را می‌نویسند، اولین حرف جنس را با حروف بزرگ نوشته و بقیه جنس را با حروف کوچک می‌نویسند. علاوه بر این، تمام اصطلاح به شکل ایتالیک یا زیر خط دار نوشته می‌شود.
سیستم طبقه‌بندی غالب را طبقه‌بندی لینائن می‌نامند. این طبقه‌بندی شامل رتبه و نام علمی می‌باشد. چگونگی نامگذاری این جانداران توسط توافقنامه‌های بین‌المللی از جمله قوانین جهانی نام‌گذاری برای جلبک‌ها، قارچ‌ها و گیاهان (ICN)، قوانین جهانی نام‌گذاری برای جانوران (ICZN)، و قوانین جهانی نام‌گذاری برای باکتری‌ها (ICNB) اداره می‌شود. طبقه‌بندی ویروس‌ها، ویروئیدها، پریون‌ها و تمام عوامل زیر-ویروسی که ویژگی‌های زیستی را نشان می‌دهند توسط کمیته بین‌المللی طبقه‌بندی ویروس‌ها (ICTV) اداره شده و به نام قوانین جهانی طبقه‌بندی و نام‌گذاری ویروس‌ها شناخته می‌شود (ICVCN). هر چند، چندین سیستم طبقه‌بندی ویروسی وجود دارند.

### بوم‌شناسی
اکولوژی به مطالعه توزیع و فراوانی جانداران، و فعل و انفعالات بین جانداران و محیط زیست می‌پردازد. زیست‌گاه یک جاندار می‌تواند به عنوان عوامل غیر زنده محلی توصیف شود از جمله اقلیم و بوم‌شناسی، به علاوه سایر جانداران و اجزاء حیاتی نیز محیط زیست خود را به اشتراک می‌گذارند. یکی از دلایلی که سیستم‌های زیستی برای مطالعه مشکل هستند این است که بسیاری از فعل و انفعالات مختلف با دیگر جانداران و محیط زیست حتی در مقیاس‌های کوچک امکان‌پذیر است. یک باکتری میکروسکوپی در شیب قند مورد نیاز خود به اندازه یک شیر در ساوانای آفریقا که برای یافتن غذا تلاش می‌کند در قبال محیط مسئول است. رفتارهای هر گونه، می‌تواند همکاری، رقابتی، انگلی، هم‌زیستی باشد. وقتی که دو یا چند گونه در یک اکوسیستم تداخل می‌کنند مسایل پیچیده‌تر می‌شود.
سیستم‌های زیست‌محیطی در چند سطح مختلف از افراد و جمعیت به اکوسیستم و زیست‌کره مورد مطالعه قرار می‌گیرند. اصطلاح زیست‌شناسی جمعیت اغلب به جای بوم‌شناسی جمعیت استفاده می‌شود، اگرچه زیست‌شناسی جمعیت اغلب زمانی که در مورد بیماری‌ها، ویروس‌ها و میکروب‌ها مطالعه می‌شود استفاده می‌شود در حالیکه بوم‌شناسی جمعیت معمولاً در زمان مطالعه گیاهان و جانوران استفاده می‌شود. بوم‌شناسی به دیگر رشته‌های فرعی متصل است.
کردارشناسی رفتارهای جانوران را مطالعه می‌کند (به‌خصوص جانوران اجتماعی مثل نخستی سانان و سگ‌سانان)، و گاهی شاخه‌ای از جانورشناسی در نظر گرفته می‌شود. کردارشناسان به‌خصوص علاقه‌مند به فرگشت رفتار و درک رفتار در اصطلاحات نظریه انتخاب طبیعی هستند. به یک معنا، اولین کردارشناس مدرن چارلز داروین، کسی که کتاب بیان احساسات در انسان و جانوران را نوشته است و بسیاری از کردارشناسان را تحت تأثیر قرار داده است.
جغرافیای‌زیستی توزیع فضایی جاندارانی روی زمین، با تمرکز بر موضوعاتی مانند زمین‌ساخت بشقابی، تغییر اقلیم، پراکندگی و مهاجرت و شاخه‌بندی را مطالعه می‌کند.

## مشکلات عمومی حل نشده در زیست‌شناسی
با وجود پیشرفت‌های عمیقی که در درک ما از فرایندهای اساسی زندگی در دهه‌های اخیر به دست آمده، برخی از مشکلات اساسی حل نشده باقی‌مانده است. به عنوان مثال، یکی از بزرگ‌ترین مشکلات حل نشده عملکرد انطباقی اولیه در جنس، و به ویژه فرایندهای کلیدی در یوکاریوت‌ها، میوز و نوترکیبی همولوگ می‌باشد. یک دیدگاه این است که رابطه جنسی فرگشت یافته در درجه اول به عنوان یک سازگاری برای افزایش تنوع ژنتیکی می‌باشد (منابع را ببینید).) دیدگاه دیگر این است که رابطه جنسی برای ترویج دقیق اصلاح دی‌ان‌ای در خط اصلی دی‌ان‌ای می‌باشد، که افزایش تنوع ژنتیکی در درجه اول یک محصول جانبی است که ممکن است در دراز مدت مفید باشد.
یکی دیگر از مشکلات اساسی حل نشده در زیست‌شناسی، اساس زیستی سالخوردی است. در حال حاضر، هیچ توافقی بر علت سالخوردگی وجود ندارد. نظریه‌های مختلف رقابتی در سالخوردگی مشخص شده است.
(صفحه مشکلات حل نشده زیست‌شناسی را ببینید)

## سطوح زیست‌شناسی
زیست‌شناسی گستره پهناوری از رشته‌های تحصیلی دانشگاهی را دربرمی‌گیرد. بسیاری از این عرصه‌ها گاه خود به عنوان رشته‌های جدا و مستقلی قلمداد می‌گردند.
روی‌هم‌رفته این رشته‌ها به مطالعه زیست در مقیاس‌ها و سطوح گوناگون می‌پردازند از جمله:
- در مقیاس هسته‌ای از راه زیست‌شناسی مولکولی، زیست شیمی، و تا اندازه‌ای ژنتیک
- در مقیاس یاخته‌ای از طریق زیست‌شناسی یاخته‌ای
- در مقیاس چندیاخته‌ای از راه فیزیولوژی، کالبدشناسی، و بافت‌شناسی
- در سطح شکل‌گیری یا ریخت زایی (اونتوژنی) یک سازواره مفرد از راه پژوهش در رشته زیست‌شناسی فرگشتی
- در سطح وراثت میان زایندگان و زادگان از راه دانش ژنتیک
- در سطح رفتار گروهی از راه رفتارشناسی
- در سطح بررسی مجموعه یک جمعیت از طریق ژنتیک جمعیت و در مقیاس چندگونه‌ای تبارها از راه دانش سامانه‌شناسی
- در سطح جمعیت‌های وابسته به هم و زیستگاه‌های ایشان از راه بوم‌شناسی و زیست‌شناسی فرگشتی و نیز احتمالاً از راه دانش دگرزیست‌شناسی که به بررسی وجود زیست در ورای کره زمین می‌پردازد.

## شاخه‌ها

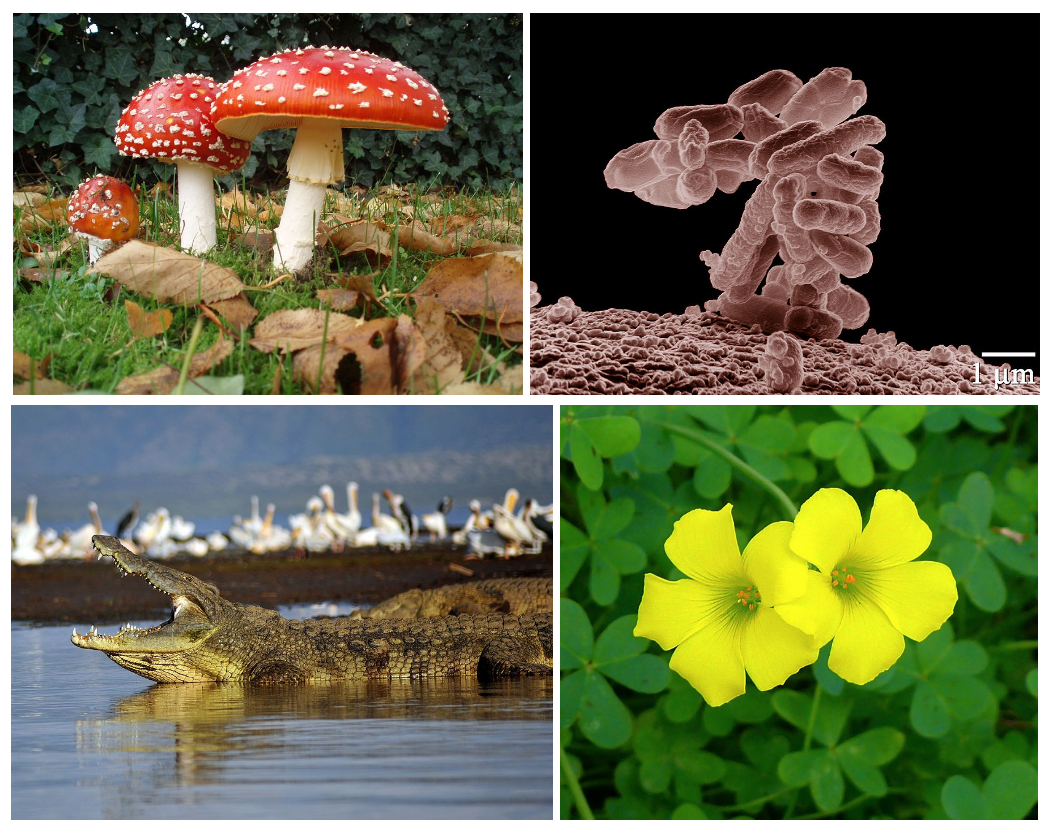
بخش‌های مختلف رشته زیست‌شناسی

موارد زیر شاخه‌های اصلی زیست‌شناسی می‌باشند:
- هوازیستی: مطالعه ذرات آلی موجود در هوا
- کشاورزی: مطالعه تولید محصولات کشاورزی و پرورش دام، با تأکید بر برنامه‌های علمی
- کالبدشناسی: مطالعه فرم و عملکرد، در گیاهان، جانوران، و دیگر جانداران، یا به‌طور خاص در انسان
  - بافت‌شناسی: مطالعه یاخته‌ها و بافت‌ها، یک شاخه از کالبدشناسی
- اخترزیست‌شناسی (که به عنوان دگرزیست‌شناسی نیز شناخته می‌شود): مطالعه فرگشت، توزیع و آینده زندگی در جهان
- بیوشیمی: مطالعه واکنش‌های شیمیایی مورد نیاز برای زندگی و عملکرد جانداران، معمولاً تمرکز بر سطح سلولی
- مهندسی زیستی: مطالعه زیست‌شناسی از طریق استفاده از مهندسی با تأکید بر دانش کاربردی و به خصوص مرتبط با بیوتکنولوژی
- جغرافیای زیستی: مطالعه توزیع فضایی و زمانی یک گونه
- بیوانفورماتیک: استفاده از فناوری اطلاعات برای مطالعه، جمع‌آوری، و ذخیره‌سازی داده‌های زیستی و ژنومی
- زیست‌شناسی ریاضی: مطالعه کمی یا ریاضی فرایندهای زیست‌شناسی، با تأکید بر مدل‌سازی
- بیومکانیک: اغلب به عنوان شاخه‌ای از پزشکی در نظر گرفته می‌شود، مطالعه مکانیکی جانداران، با تأکید بر استفاده کاربردی از طریق اندام ساختگی یا اُرتِز
- تحقیقات پزشکی: مطالعه سلامتی و بیماری‌ها
  - داروشناسی: مطالعه و کاربرد عملی آماده‌سازی، استفاده و اثرات داروها و داروهای مصنوعی
- زیست‌موسیقی: مطالعه موسیقی از دیدگاه زیست‌شناسی
- زیست‌فیزیک: مطالعه فرایندهای زیستی از طریق فیزیک، با استفاده از نظریه‌ها و روش‌هایی که به‌طور سنتی در علم فیزیک استفاده می‌شود.
- زیست‌فناوری: مطالعه دستکاری ماده زندگی، شامل اصلاح ژنتیکی و زیست‌شناسی مصنوعی
  - زیست‌شناسی مصنوعی: پژوهش ادغام زیست‌شناسی و مهندسی؛ ساخت و ساز عملکردهایی که در طبیعت یافت نمی‌شوند.
- زیست‌شناسی ساختمانی: مطالعه محیط زندگی در محیط داخلی
- گیاه‌شناسی: مطالعه گیاهان
- زیست‌شناسی یاخته‌ای: مطالعه سلول به عنوان واحد کامل، و فعل و انفعالات مولکولی و شیمیایی که درون سلول زنده اتفاق می‌افتد
- زیست‌شناسی شناختی: مطالعه شناخت به عنوان عملکرد زیست شناختی
- زیست‌شناسی بقا: مطالعه نگهداری، حفاظت یا ترمیم محیط زیست، اکوسیستم طبیعی، پوشش گیاهی و حیات وحش
- سرمازیست‌شناسی: مطالعه تأثیرات دمای پایین‌تر از حد نرمال بر روی جانداران
- زیست‌شناسی رشد: مطالعه فرایندهایی که از طریق آن فرم‌های جانداران از تخم تا ساختار کامل تبدیل می‌شوند
  - رویان‌شناسی: مطالعه رشد رویان (از لقاح تا تولد)
- بوم‌شناسی: مطالعه فعل و انفعالات جانداران با جاندار دیگر و با عناصر غیر زنده محیط آن‌ها
- زیست‌شناسی محیطی: مطالعه محیط طبیعی به صورت کلی یا یک منطقه خاص، به خصوص که توسط فعالیت‌های انسانی تحت تأثیر قرار گرفته باشد.
- همه‌گیرشناسی: تحقیقات بر روی یکی از اجزا مهم سلامت عمومی، مطالعه عوامل مؤثر بر روی سلامت جمعیت
- زیست‌شناسی فرگشتی: مطالعه منشأ و اجداد گونه‌ها در طول زمان
- ژنتیک: مطالعه ژن‌ها و وراثت
  - وراژنتیک: مطالعه تغییرات وراثتی در بیان ژن یا فنوتیپ سلولی ناشی از مکانیسم‌های دیگری که در توالی دی‌ان‌ای تغییرات ایجاد می‌کنند
- خون‌شناسی: مطالعه خون و اندام‌های تشکیل دهنده خون
- زیست‌شناسی یکپارچه: مطالعه تمامی جانداران
- لیمنولوژی: مطالعه آب‌های داخلی
- زیست دریا (یا اقیانوس‌شناسی زیستی): مطالعه اکوسیستم‌های اقیانوس، گیاهان، جانوران و دیگر جانداران
- میکروبیولوژی: مطالعه جانداران میکروسکوپی (میکروجاندارها) و فعل و انفعالات آن‌ها با دیگر جانداران
  - انگل‌شناسی: مطالعه انگل‌ها و زندگی انگلی
  - ویروس‌شناسی: مطالعه ویروس‌ها و سایر عوامل شبه‌ویروسی
- زیست‌شناسی مولکولی: مطالعه زیست‌شناسی و عملکردهای زیستی در سطح مولکولی، جدا از بیوشیمی
- قارچ‌شناسی: مطالعه قارچ‌ها
- علوم اعصاب: مطالعه دستگاه عصبی، شامل کالبدشناسی، فیزیولوژی و آسیب‌شناسی
- زیست‌شناسی جمعیت: مطالعه گروه‌هایی از جاندارانی همنوع، شامل
  - بوم‌شناسی جمعیت: مطالعه چگونگی پویایی و انقراض جمعیت
  - ژنتیک جمعیت: مطالعه تغییرات توالی ژن‌ها در جمعیتی از جانداران
- دیرینه‌شناسی: مطالعه فسیل‌ها و گاهی شواهد جغرافیایی از زندگی ماقبل تاریخ
- آسیب‌شناسی: مطالعه بیماری‌ها، و دلایل، فرایندها، طبیعت و توسعه بیماری
- فیزیولوژی: مطالعه عملکردهای جانداران و اندام‌ها و بخش‌هایی از جانداران
- گیاه‌پزشکی: مطالعه بیماری‌های گیاهان (همچنین آسیب‌شناسی گیاهان نیز نامیده می‌شود)
- علوم اعصاب رفتاری: مطالعه زیستی بر اساس روان‌شناسی
- زیست‌جامعه‌شناسی: مطالعه زیستی بر اساس جامعه‌شناسی
- زیست‌شناسی سازه: شاخه‌ای از زیست‌شناسی مولکولی، بیوشیمی و زیست‌فیزیک که نسبت به ساختارهای مولکولی ماکرومولکول‌های زیستی توجه دارد.
- جانورشناسی: مطالعه جانوران، شامل طبقه‌بندی، فیزیولوژی، توسعه و رفتار. زیرشاخه‌ها شامل: کردارشناسی (رفتار جانوران)، حشره‌شناسی (حشرات)، خزنده‌شناسی (خزندگان و دوزیستان)، آبزی‌شناسی (ماهی)، پستاندارشناسی (پستانداران) و پرنده‌شناسی (پرنده‌ها)